# Xanthoparmelia congensis
Xanthoparmelia congensis är en lavart som först beskrevs av J. Steiner, och fick sitt nu gällande namn av Hale. Xanthoparmelia congensis ingår i släktet Xanthoparmelia och familjen Parmeliaceae.   Inga underarter finns listade i Catalogue of Life.